# O Fim de uma Era
O Fim de Uma Era é um filme brasileiro de 2014, do gênero documentário, dirigido por Bruno Safadi e Ricardo Pretti.

## Sinopse
Eles viveram, atuaram e amaram. Hoje, dolorosamente, quatro pessoas lembram e revivem o passado para tentar compreender a inexplicável experiência de amar. Mas, o amor é apenas uma passagem.

## Elenco
- Bruno Safadi
- Leandra Leal
- Mariana Ximenes
- Jiddu Pinheiro
- Fernando Eiras....voz
- Maria Gladys....voz